# Friesodielsia enghiana
Friesodielsia enghiana là loài thực vật có hoa thuộc họ Na. Loài này được (Diels) Verdc. mô tả khoa học đầu tiên năm 1969.